# Hansjakob Kratzmair
Hansjakob Kratzmair (* 19. September 1927 in München; † 28. Januar 2024) war ein Konteradmiral der Bundesmarine. Er war zuletzt vom 30. September 1982 bis September 1987 Kommandeur des Marineunterstützungskommandos in Wilhelmshaven.

## Leben
Kratzmair, Sohn des Verlagsleiters der Reichsnährstand-Verlagsgesellschaft, leistete 1943 zunächst Dienst als Luftwaffenhelfer, dann beim Reichsarbeitsdienst. Im Oktober 1944 trat er mit der Crew X/1944 als Offizieranwärter in die Kriegsmarine ein und wurde zum Marineoffizier ausgebildet. Im April 1945 wurde er zum Seekadetten befördert.
Nach dem Ende des Zweiten Weltkriegs holte er sein Abitur nach und absolvierte eine landwirtschaftliche Lehre. Ab 1948 studierte er Landwirtschaft an der Technischen Hochschule München und promovierte mit dem Thema Die Entwicklung der agrarisch-industriellen Austauschbeziehungen zwischen Deutschland und den Balkanstaaten zum Dr. agr. Ab 1951 war er im landwirtschaftlichen Beratungsdienst tätig.
Im September 1956 (Crew 1/56) trat Kratzmair als Fähnrich zur See in die Bundeswehr ein und wurde zum Marineoffizier und Flugzeugführer ausgebildet.
Vom 1. Oktober 1963 bis 30. September 1965 nahm Kratzmair am 5. Admiralstabslehrgang an der Führungsakademie der Bundeswehr in Hamburg teil. Anschließend kam er in den Stab des Kommandos der Marineflieger. Ab 3. Oktober 1967 war er als Fregattenkapitän und Nachfolger von Helmut Kampe bis 4. Januar 1970 Kommandeur der Fliegenden Gruppe im Marinefliegergeschwader 5 in Kiel.
Vom 27. März 1973 bis 20. März 1977 war Kratzmair Kommodore des Marinefliegergeschwaders 3 in Nordholz und diente anschließend bis Oktober 1979 als Chef des Stabes des Flottenkommandos (FlKdo) in Glücksburg-Meierwik. Er wurde von Jürgen Dubois abgelöst. Kratzmair ging als Leiter der Fachgruppe Führungslehre Marine an die Führungsakademie der Bundeswehr, wurde hier 1980 Flottillenadmiral und anschließend hier Direktor Bereich Ausbildung und Lehre. Vom 1. April 1981 bis 30. September 1982 war er Leiter der Logistikschule der Bundeswehr in Hamburg und übernahm im Anschluss das Marineunterstützungskommando. Am 30. September 1987 wurde er verabschiedet.
1983 wurde Kratzmair das Verdienstkreuz 1. Klasse des Verdienstordens der Bundesrepublik Deutschland verliehen.
Kratzmair war verheiratet und hatte zwei Kinder.